# S.S. Lazio
Società Sportiva Lazio – włoski wielosekcyjny klub sportowy ze stolicy Włoch. Lazio jest największym klubem sportowym w Europie, klub ma aż 41 sekcji sportowych, jednak najbardziej znany jest z działalności piłkarskiej.

## Historia

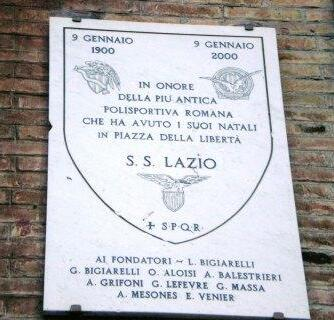
Tablica upamiętniająca założenie klubu S.S. Lazio

Klub został założony 9 stycznia 1900. Nazwa pochodzi od łacińskiego słowa Latium oznaczającego szeroki, ale jest to również nazwa regionu w środkowych Włoszech z Rzymem. W latach 1902–1929 Lazio zdobyło czterokrotnie tytuł wicemistrzów Włoch. W Serie A klub grał od początku jej istnienia (sezon 1929/30). Największy sukces to drugie miejsce w 1937. Pierwszy poważny sukces miał miejsce w 1958, kiedy klub zdobył Puchar Włoch. W 1961 klub został zdegradowany, ale dwa lata później awansował ponownie. W 1967 Lazio ponownie spadł do Serie B, by awansować ponownie w 1969. W 1974 klub zdobył swoje pierwsze scudetto.
W 1980 klub został zdegradowany do Serie B wraz z Milanem po tym, jak udowodniono obydwu klubom udział w nielegalnym ustawianiu własnych meczów. Pozostał w Serie B trzy sezony. Powrócił w 1984, lecz już w następnym sezonie ponownie spadł do Serie B. W 1986 ukarano Lazio aż dziewięcioma ujemnymi punktami za kolejny skandal korupcyjny. Ostatecznie udało się wywalczyć awans do Serie A w 1988 r. Od tamtej pory Lazio występuje w najwyższej fazie rozgrywek.

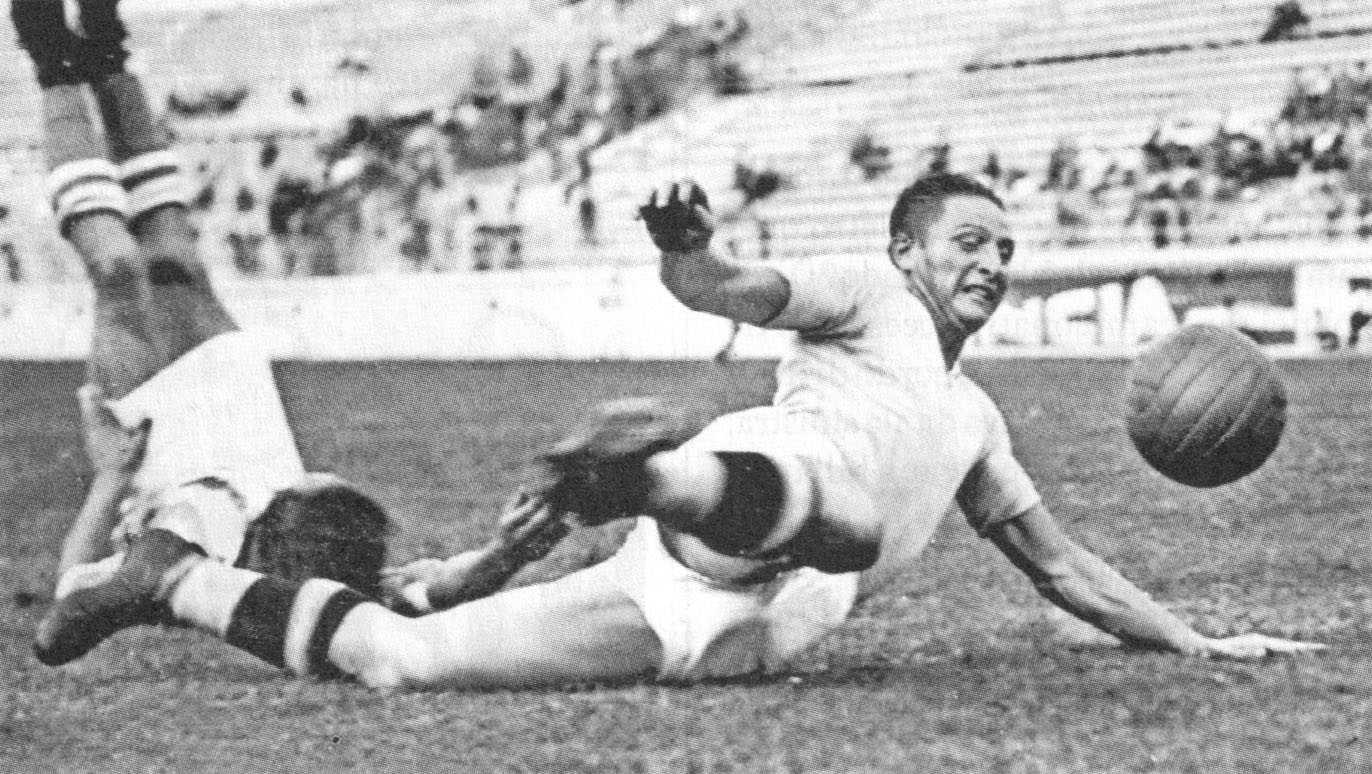
Silvio Piola – najlepszy strzelec w historii Lazio

Pojawienie się nowego właściciela, Sergio Cragnottiego w 1992 r. zmieniło historię klubu ze względu na jego długoterminowe inwestycje w nowych graczy. Celem było stworzenie drużyny na miarę zdobycia Scudetto. Pierwszym znaczącym transferem podczas jego kadencji było zakupienie angielskiego pomocnika Paula Gascoigne’a z Tottenhamu Hotspur za 5,5 miliona funtów. Przeniesienie Gascoigne do Lazio jest utożsamiane ze wzrostem zainteresowania Serie A w Wielkiej Brytanii w latach 90. XX w.
Lazio zajmowało w Serie A kolejno drugie miejsce w 1995 r., trzecie w 1996 r. i czwarte w 1997 r. W 1998 roku dotarli do finału Pucharu UEFA, w którym przegrali jednak z innym włoskim klubem, Interem, aż 0:3. Udało się jednak zdobyć Puchar Włoch po udanej rywalizacji finałowej z Milanem (w dwumeczu 3-2).

Ustawienie drużyn Lazio i Manchesteru United w meczu o Superpuchar Europy w 1999 r.

Cragnotti nie miał oporów z wydawaniem ogromnych sum za transfery światowych gwiazd futbolu, kupując m.in.: Juana Sebastiána Veróna z Parmy za 18 milionów funtów, Christiana Vieriego za 19 milionów funtów z Atletico oraz Hernána Crespo także z Parmy za 35 milionów funtów. Dzięki tym wzmocnieniom Lazio ze Svenem-Göranem Erikssonem (1997-2001) na ławce trenerskiej dołączyło do głównych faworytów Serie A.
Blisko Scudetto byli w 1999 r., jednak do tytułu zabrakło im ostatecznie jednego punktu, dzięki doskonałej dyspozycji w końcówce sezonu prezentowanej przez A.C. Milan. Tym razem udało się jednak zdobyć ważne europejskie trofea – wygrana w finale PZP na Villa Park z Mallorcą 2-1 po golach Vieriego i Nedveda, a trzy miesięcy później Superpuchar Europy po starciu z Manchesterem United, dzięki bramce Salasa. Seria sukcesów trwała nadal – już następnego lata udało się wygrać upragnione, drugie w historii klubu, Scudetto, a także Coppa Italia po wygranym dwumeczu z Interem 2:1, oraz Supercoppa Italiana – również po meczu z Nerrazurri 4:3.
W 2000 roku Lazio stało się także pierwszym włoskim klubem piłkarskim, który został zacytowany na włoskim rynku akcji Piazza Affari. Jednak z powodu problemów finansowych rezultaty Lazio powoli się pogarszały. W 2002 r. finansowy skandal związany z Cragnottim i jego międzynarodowym koncernem spożywczym Cirio zmusił go do opuszczenia klubu, a Lazio było kontrolowane do 2004 r. przez opiekunów finansowych i bank. To zmusiło klub do wyprzedaży swoich najlepszych graczy, w tym także uwielbianego i oddanego kapitana Alessandro Nesty. Rzymianom udało się wywalczyć jeszcze Puchar Włoch w 2004 roku, a tego samego roku przedsiębiorca Claudio Lotito przejął większość klubu.
W 2006 roku Lazio wraz z trzema innymi klubami było zamieszane w tzw. Aferę Calciopoli, związaną z ustawianiem meczów. 14 lipca 2006 wyrokiem trybunału klub został zdegradowany do Serie B oraz ukarany odjęciem 7 punktów na początku rozgrywek. Poza tym Lazio zostało pozbawione możliwości gry w kolejnej edycji Pucharu UEFA. Jednak w związku z odwołaniem, jakie wytoczyły władze klubu, sąd apelacyjny włoskiej federacji piłkarskiej anulował degradację i ukarał klub 11 ujemnymi punktami na starcie kolejnego sezonu Serie A. Podtrzymana została decyzja o pozbawieniu możliwości udziału w kolejnej edycji Pucharu UEFA. 27 października 2006 Sąd Arbitrażowy zdecydował o zmniejszeniu kary do 3 ujemnych punktów.

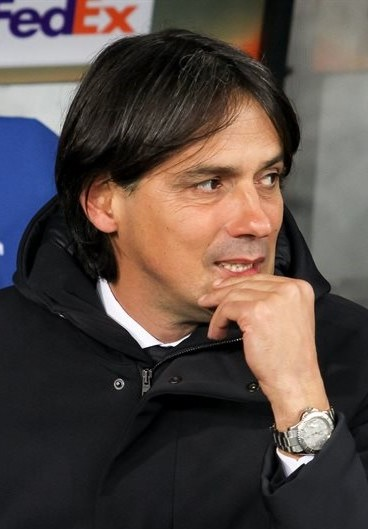
Simone Inzaghi – trener Lazio od 2016 r.

W 2009 roku Lazio zdobyło piąty w historii klubu Puchar Włoch po zaciętej walce z Sampdorią Genuą – wygrana w rzutach karnych 6-5 (remis 1:1 po 120 minutach gry, gol Mauro Zarate).
W 2013 roku kolejny tryumf w tych rozgrywkach po starciu z odwiecznymi rywalami, Romą 1:0 po bramce Senada Lulica.
Mimo to ostatnie lata nie przyniosły Lazio większych sukcesów i klub przeplatał lepsze sezony z gorszymi, notując w latach 2009–2018 kolejno 10, 12, 5, 4, 7, 9, 5, 8 i dwukrotnie 5 miejsce w Serie A. Drużynę prowadzili w tym czasie m.in. Dellio Rossi, Davide Ballardini, Vladimir Petković i Stefano Pioli.
W 2015 i 2017 roku Lazio dwukrotnie grało w finale Pucharu Włoch, jednak oba mecze zakończyły się porażkami z Juventusem. Jednak hegemonię Juve udało się przerwać w meczu o Superpuchar Włoch, dzięki dramatycznej wygranej 3-2. Pod wodzą trenerską byłego piłkarza klubu, Simone Inzaghiego, drużyna zaczęła prezentować jednak bardzo ofensywny styl gry, o czym świadczy największa liczba strzelonych goli w lidze w sezonie 2017-18. Królem strzelców w tamtym sezonie został piłkarz Lazio, Ciro Immobile (29 trafień).
W sezonie 2018/2019 Lazio wygrało Puchar Włoch pokonując w finale Atalantę Bergamo 2:0 po golach Sergeja Milinkovicia-Savicia oraz Joaquína Correi.

## Sukcesy
- Mistrzostwo Włoch: 2
  - 1974, 2000
- Puchar Włoch: 7
  - 1958, 1998, 2000, 2004, 2009, 2013, 2019
- Superpuchar Włoch: 5
  - 1998, 2000, 2009, 2017, 2019
- Puchar Zdobywców Pucharów: 1
  - 1999
- Superpuchar Europy: 1
  - 1999

## Zawodnicy

### Obecny skład
Stan na 15 lutego 2024
| Nr | Poz. | Piłkarz                                    |
| -- | ---- | ------------------------------------------ |
| 3  | OB   | Luca Pellegrini (wypożyczony z Juventusu)  |
| 4  | OB   | Patric                                     |
| 5  | PO   | Matías Vecino                              |
| 6  | PO   | Daichi Kamada                              |
| 7  | NA   | Felipe Anderson                            |
| 8  | PO   | Mattéo Guendouzi (wypożyczony z Marseille) |
| 9  | NA   | Pedro                                      |
| 10 | NA   | Luis Alberto                               |
| 13 | OB   | Alessio Romagnoli                          |
| 15 | OB   | Nicolò Casale                              |
| 17 | NA   | Ciro Immobile                              |
| 18 | NA   | Gustav Isaksen                             |
| 19 | NA   | Valentin Castellanos                       |

| Nr | Poz. | Piłkarz                                  |
| -- | ---- | ---------------------------------------- |
| 20 | PO   | Mattia Zaccagni                          |
| 22 | NA   | Diego González                           |
| 23 | OB   | Elseid Hysaj                             |
| 28 | PO   | André Anderson                           |
| 29 | PO   | Manuel Lazzari                           |
| 32 | PO   | Danilo Cataldi                           |
| 33 | BR   | Luigi Sepe (wypożyczony z Salernitany)   |
| 34 | OB   | Mario Gila                               |
| 35 | BR   | Christos Mandas                          |
| 65 | PO   | Nicolò Rovella (wypożyczony z Juventusu) |
| 77 | OB   | Adam Marušić                             |
| 87 | NA   | Cristiano Lombardi                       |
| 94 | BR   | Ivan Provedel                            |

### Piłkarze na wypożyczeniu
| Nr | Poz. | Piłkarz                                                   |
| -- | ---- | --------------------------------------------------------- |
|    | BR   | Marius Adamonis (w Perugii do 30 czerwca 2024)            |
|    | BR   | Alessio Furlanetto (w Fermanie do 30 czerwca 2024)        |
|    | BR   | Luís Maximiano (w Almerii do 30 czerwca 2024)             |
|    | OB   | Dimitrije Kamenović (w Yverdon do 30 czerwca 2024)        |
|    | OB   | Romano Floriani Mussolini (w Pescarze do 30 czerwca 2024) |
|    | OB   | Mattia Novella (w Piacerno do 30 czerwca 2024)            |
|    | PO   | Jean-Daniel Akpa-Akpro (w Monzy do 30 czerwca 2024)       |

| Nr | Poz. | Piłkarz                                           |
| -- | ---- | ------------------------------------------------- |
|    | PO   | Toma Bašić (w Salernitanie do 30 czerwca 2024)    |
|    | PO   | Marco Bertini (w SPAL do 30 czerwca 2024)         |
|    | NA   | Mohamed Farès (w Brescii do 30 czerwca 2024)      |
|    | PO   | Marcos Antônio (w PAOKu do 30 czerwca 2024)       |
|    | PO   | Raúl Moro (w Realu Valladolid do 30 czerwca 2024) |
|    | NA   | Matteo Cancellieri (w Empoli do 30 czerwca 2024)  |
|    | NA   | Valerio Crespi (w Cosenzy do 30 czerwca 2024)     |